# 廖家镇
廖家镇，是中华人民共和国四川省成都市崇州市下辖的一个乡镇级行政单位。2019年12月，撤销崇平镇，将其所属行政区域划归廖家镇管辖，廖家镇人民政府驻白云路2号。

## 行政区划
廖家镇下辖以下地区：
天元社区、建华村、龙岗村、廖场村、詹湾村、民和村、高庆村、新桃村和龙福村。